# ایبنا
خبرگزاری کتاب ایران (ایبنا) (به انگلیسی: Iran Book News Agency - IBNA)، اولین و تنها خبرگزاری تخصصی کتاب ایران است.

## دربارهٔ ایبنا
خبرگزاری کتاب ایران، اولین و تنها خبرگزاری تخصصی کتاب است که فعالیت خود را به‌طور رسمی از ۲۴ آبان ماه ۱۳۸۵ آغاز کرده است. این خبرگزاری، زیر نظر خانه کتاب فعالیت می‌کند. اگرچه براساس اساسنامه خانه کتاب، این مؤسسه یک نهاد غیردولتی و غیرانتفاعی است اما زیرمجموعه معاونت فرهنگی وزارت فرهنگ و ارشاد اسلامی به‌شمار می‌آید و مدیرعامل آن مستقیماً از سوی معاون فرهنگی وزیر فرهنگ و ارشاد اسلامی تعیین می‌شود.
هدف از این فعالیت، اطلاع‌رسانی خبری در حوزهٔ کتاب و کتابخوانی و سایر موضوعات مرتبط نظیر چاپ، نشر و گرافیک است.

### اخبار در ایبنا
اخبار خبرگزاری کتاب ایران شامل خبرهای داخلی و خارجی بوده که در موضوعات چاپ و نشر، دین، ادبیات، اندیشه، دانش و فناوری، اجتماعی و سیاسی، تاریخ و جغرافیا، کودک و نوجوان و هنر بر روی پایگاه اینترنتی آن به نشانی: www.ibna.ir منتشر می‌شود.
این خبرگزاری، علاوه بر نشر خبر به انتشار گزارش‌ها و گفتگوهای ویژه و نیز بررسی و تحلیل عملکرد نهادهای گوناگون دولتی و غیردولتی در حوزهٔ کتاب و کتابخوانی می‌پردازد.
همچنین نقد کتاب از دیگر بخش‌های خبرگزاری کتاب است که می‌کوشد منتخبی از تازه‌ترین آثار موجود در بازار نشر را با دیدگاه علمی و انتقادی بررسی کند.

### زبان‌های انتشار ایبنا
این خبرگزاری هم‌اکنون به زبان‌های فارسی، عربی، انگلیسی فعالیت و زبان‌های اسپانیولی و ترکی استانبولی مدتی است غیرفعال شده است.
خبرگزاری کتاب ایران همچنین از سال ۱۳۹۱ شروع به استقرار دفاتر خود در مراکز استان‌های ایران کرد تا با پوشش اخبار کتاب استانی فرصت‌ها و چالش‌های کتاب در هر شهرستان را معرفی کند. همچنین از اهداف این کار ترویج فرهنگ کتابخوانی و معرفی ظرفیت‌های نشر و تولید کتاب در استان‌های ایران است.

### ارتباط با تحریریهٔ ایبنا
مؤلفان، ناشران و مترجمان برای انتشار اخبار یا معرفی کتاب‌ها و مخاطبان خبرگزاری کتاب برای بیان انتقاد، پیشنهاد و سوژه‌های خود می‌توانند از طریق تلفن ۰۲۱۶۶۹۶۶۲۰۶ و دورنگار ۰۲۱۶۶۹۶۶۲۱۱ با تحریریهٔ خبرگزاری کتاب ایران ارتباط برقرار کنند.